# 도라미짱 미니도라 SOS!!!
미니도라 SOS!!는 일본의 국민만화인 도라에몽의 영화 중 하나로 도라에몽 노비타의 일본탄생의 동시 상영작이다.

## 줄거리
영화는 물고기를 사냥하던 선사시대 소년이 폐허가 된 마을로 돌아오다가 곧바로 시간의 소용돌이에 빨려들어 20세기로 여행하는 것으로 시작된다. 20세기, 노비타는 집에서 도망치고 싶어한다. 노비타는 임시 거처를 마련하기로 결정했지만, 토지소유권법으로 인해 여전히 살 곳을 찾을 수 없었다. 동시에 시즈카, 지안, 스네오, 도라에몽은 집에서 도망치고 싶어한다. 노비타는 시간을 거슬러 올라가 일본에 사람이 살지 않는 곳에서 살아야 한다고 제안한다. 그룹은 그의 의견에 동의하고 약 70,000년 전 선사시대 일본으로 이동한다.
일본에 도착하면 도라에몽은 모든 사람에게 사역을 할당한다. 시즈카는 원예부를, 지안은 개발부를, 스네오는 농무성을, 노비타는 애완동물부를 맡고 도라에몽은 모든 사역을 감독한다. 노비타는 여러 동물의 유전자를 섞어서 용, 그리핀, 페가수스를 만든다. 도라에몽이 오면 숨겨준다.
밤에 일행은 저녁을 먹고 집으로 돌아가 다른 날 그곳을 방문하기로 결정한다. 다음 날, 영화 초반의 소년은 몰래 노비타의 방으로 들어와 옷장 안에 숨는다. 기안과 수네오가 오자 소년은 기안을 공격하고 기안은 그와 싸운다. 약함 때문에 소년은 기절한다. 노비타, 시즈카, 도라에몽이 도착하자 그룹은 다시 과거로 이동한다. 그들은 소년을 동굴로 데려가 시즈카가 그를 건강하게 간호한 후 의식을 되찾았다. 한편, 도라에몽은 시간을 통한 신호를 통해 그 소년이 이 시대에 이미 인간이 거주하고 있는 현재 중국 어딘가에서 왔다는 것을 알게 된다. 그런 다음 도라에몽은 그를 이해하기 위해 번역 도구를 사용한다. 자신이 빛의 부족에 속해 있으며 그의 부족은 그의 백성을 모두 빼앗아 간 어둠의 부족에게 공격을 받았다고 말한다. 그룹은 그를 돕기로 결정했다.
그들은 4일 동안 페가수스, 드래곤, 그리핀에서 어둠의 부족을 추적한다. 넷째 날에는 그들을 찾아 싸운다. 그러나 그들의 도구는 강하고 마법의 힘을 가지고 있음을 증명하고 도라에몽의 장치에 패배할 수밖에 없는 강력한 도전을 제공한다. 그들에게 알려지지 않은 도구는 그들이 떠난 후 스스로를 회복한다. 일행은 그들에게 평화로운 살 곳을 제공하기 위해 부족 전체를 일본으로 데려간다. 밤에는 집으로 돌아간다.
다음날 도라에몽은 모두에게 도구는 스스로 회복할 수 있고 빛의 부족은 여전히 위험에 처해 있으므로 다시 시간을 거슬러 올라간다고 말한다. 도착하자마자 그들은 마을이 이미 어둠의 부족에 의해 파괴되었음을 발견한다. 다시 일행은 도라에몽의 인간 열차 도구로 어둠의 부족을 추적하지만, 노비타는 혹독한 눈보라 속에서 길을 잃고 일행과 헤어진다.
노비타를 제외한 나머지 일행은 계속 이동하며 빛의 부족을 찾는다. 도라에몽은 정령의 왕인 기가좀비와 싸운다. 도라에몽은 그가 누구도 찾을 수 없도록 시간의 흐름을 파괴하여 자신만의 세계를 창조하려는 23세기 시간 범죄자임을 밝힌다. 도라에몽보다 더 많은 업데이트된 장치를 가지고 있기 때문에 도라에몽과 다른 사람들을 쉽게 물리친다.
한편, 노비타는 근처에 있는 상자를 발견하고 도움이 필요하면 버튼을 누르라고 말하는 매머드를 본다. 노비타의 애완동물 페가수스, 드래곤, 그리핀이 돌아와 노비타의 친구를 구출한다. 그러나 기가좀비는 그들을 외딴 곳에 가두어 둔다. 노비타는 버튼을 사용하고 도우미는 기가좀비를 체포하는 시간 순찰대임이 밝혀졌다. 결국 페가수스, 드래곤, 그리핀은 현 시대의 가상의 생물이었던 것처럼 미래로 옮겨진다. 일행은 슬픈 작별 인사를 하고 집으로 떠난다.

## 성우
| 등장인물 | 성우            |
| -------- | --------------- |
| 스네오   | 키모츠키 카네타 |
| 자이언   | 타테카베 카즈야 |
| 노비타   | 오오하라 노리코 |
| 시즈카   | 카카즈 유미     |
| 도라미   | 요코자와 케이코 |

## 같이 보기
- 후지코 F. 후지오
- 도라에몽 관련 매체 목록